# Dampiera subspicata
Dampiera subspicata är en tvåhjärtbladig växtart som beskrevs av George Bentham. Dampiera subspicata ingår i släktet Dampiera, och familjen Goodeniaceae. Inga underarter finns listade i Catalogue of Life.